# Cockington
Cockington est un village du Devon, en Angleterre.

## Toponymie
Cockington est un nom d'origine vieil-anglaise. Il désigne vraisemblablement un domaine (tūn) appartenant à un homme nommé *Cocc ou *Cocca. Il est attesté sous la forme Cochintone dans le Domesday Book, compilé en 1086.

## Géographie
Cockington est situé dans le sud du Devon, à 3 km à l'ouest de la ville de Torquay. Administrativement, il relève de l'autorité unitaire du borough de Torquay.

## Histoire
Le manoir de Cockington remonte à la période anglo-saxonne de l'histoire de l'Angleterre. Le Domesday Book indique qu'il appartient à un dénommé Alric avant la conquête normande de 1066. Vingt ans plus tard, en 1086, il fait partie des domaines du baron anglo-normand Guillaume de Falaise (en). Il se transmet dans la famille Cockington jusqu'en 1348, puis passe à la famille Cary (en), qui en fait l'un de ses sièges. Les Cary y font construire la résidence de Cockington Court (en) au XVIe siècle. En 1654, il est racheté par Robert Mallock, un riche orfèvre d'Exeter. La romancière Agatha Christie, amie de la famille Mallock, y séjourne à plusieurs reprises. Le manoir est racheté en 1932 par la municipalité de Torquay.
La paroisse civile de Cockington, héritière de l'ancienne paroisse ecclésiastique, est abolie en 1928. Le village est alors rattaché à la paroisse civile de Torquay.

## Culture locale et patrimoine

### Lieux et monuments
Cockington abrite plusieurs monuments classés, parmi lesquels :
- le manoir de Cockington Court (en)[3] ;
- l'église paroissiale Saint-George-et-Sainte-Marie, qui remonte au XIIIe siècle[5] ;
- une forge de la fin du XVIIIe siècle ou du début du XIXe siècle[6] ;
- un moulin à eau du XIXe siècle[7] ;
- The Drum Inn, un pub au toit de chaume conçu par l'architecte Edwin Lutyens dans les années 1930[8].

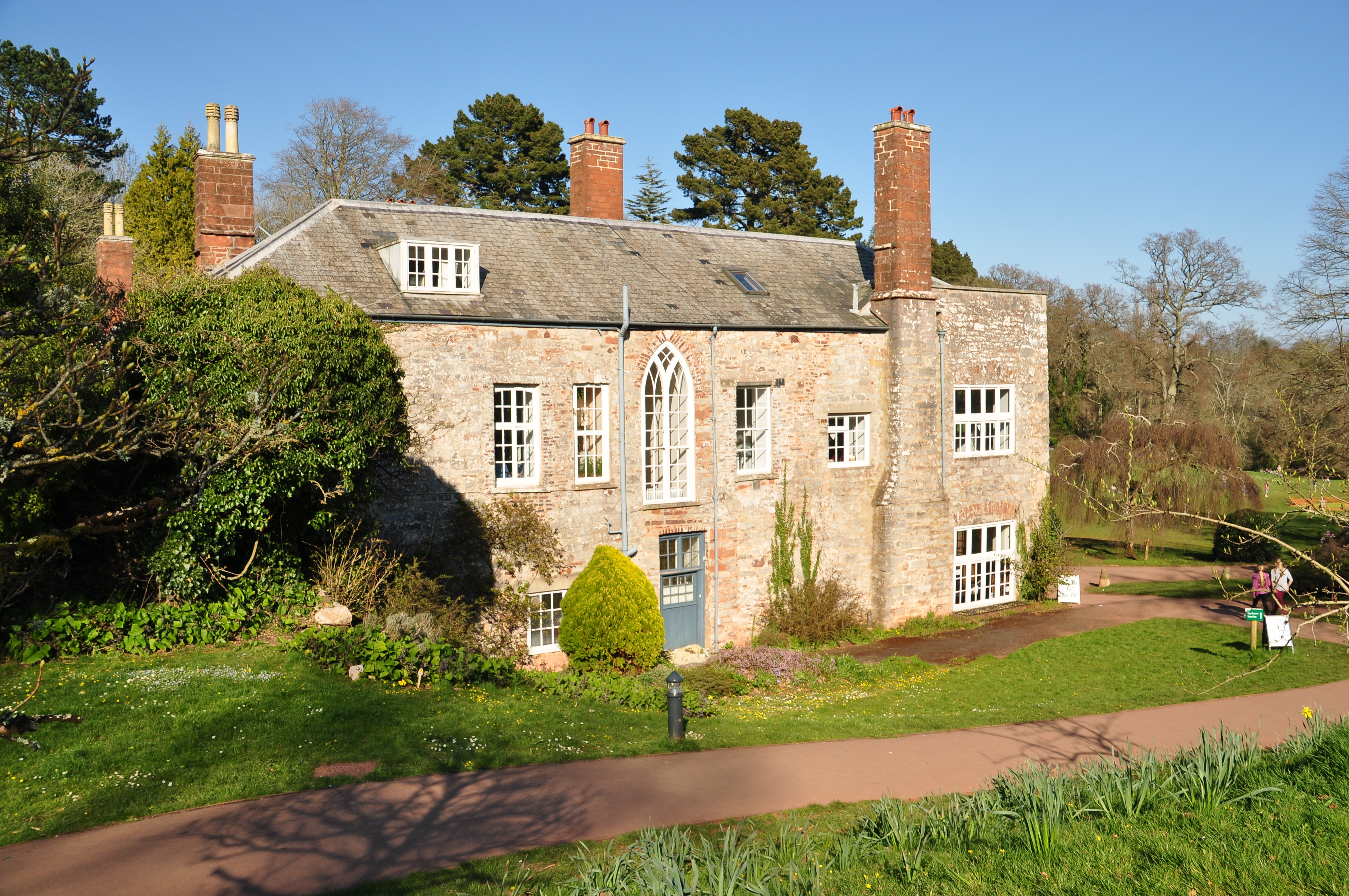
Cockington Court.
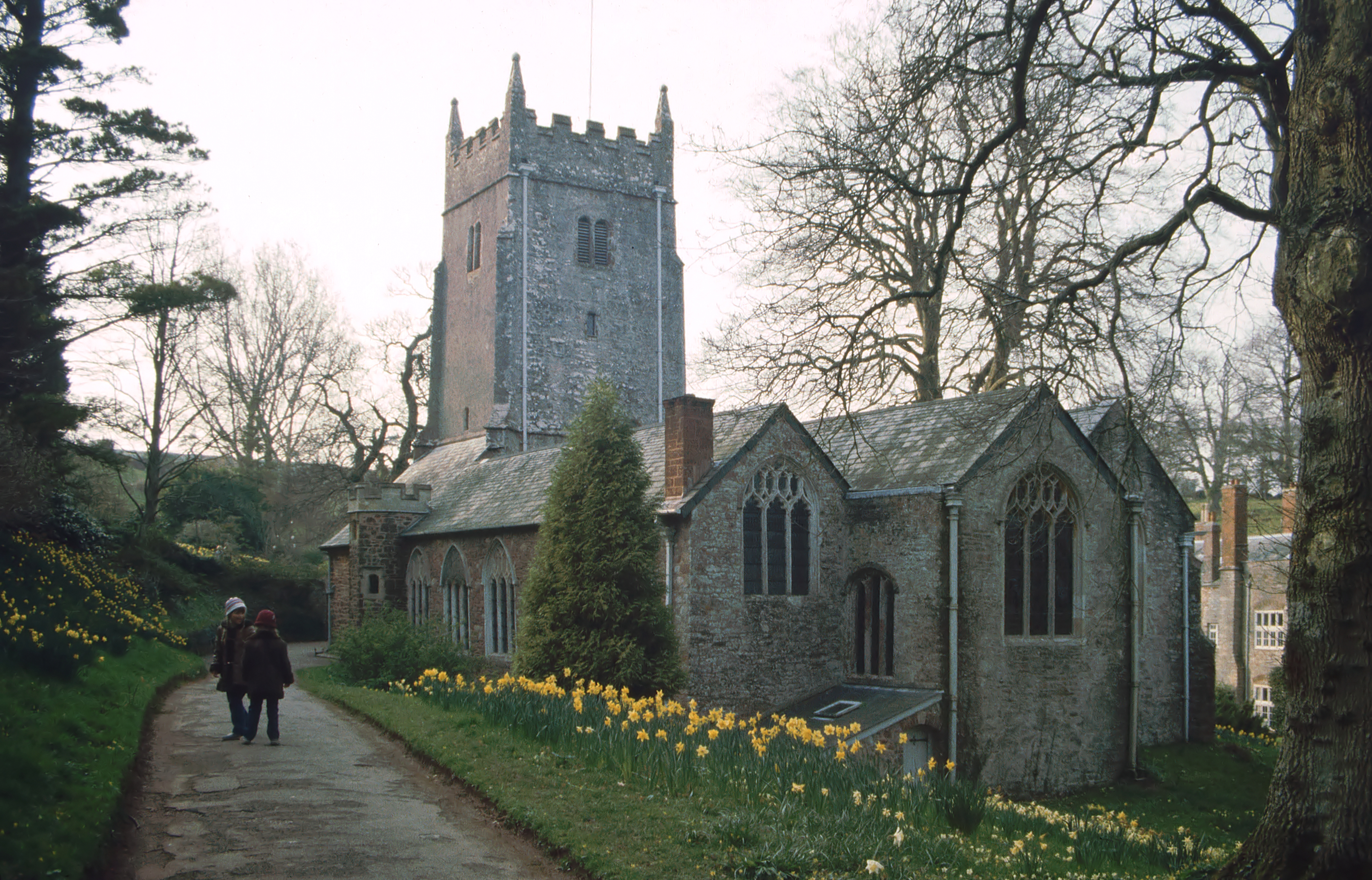
L'église paroissiale.
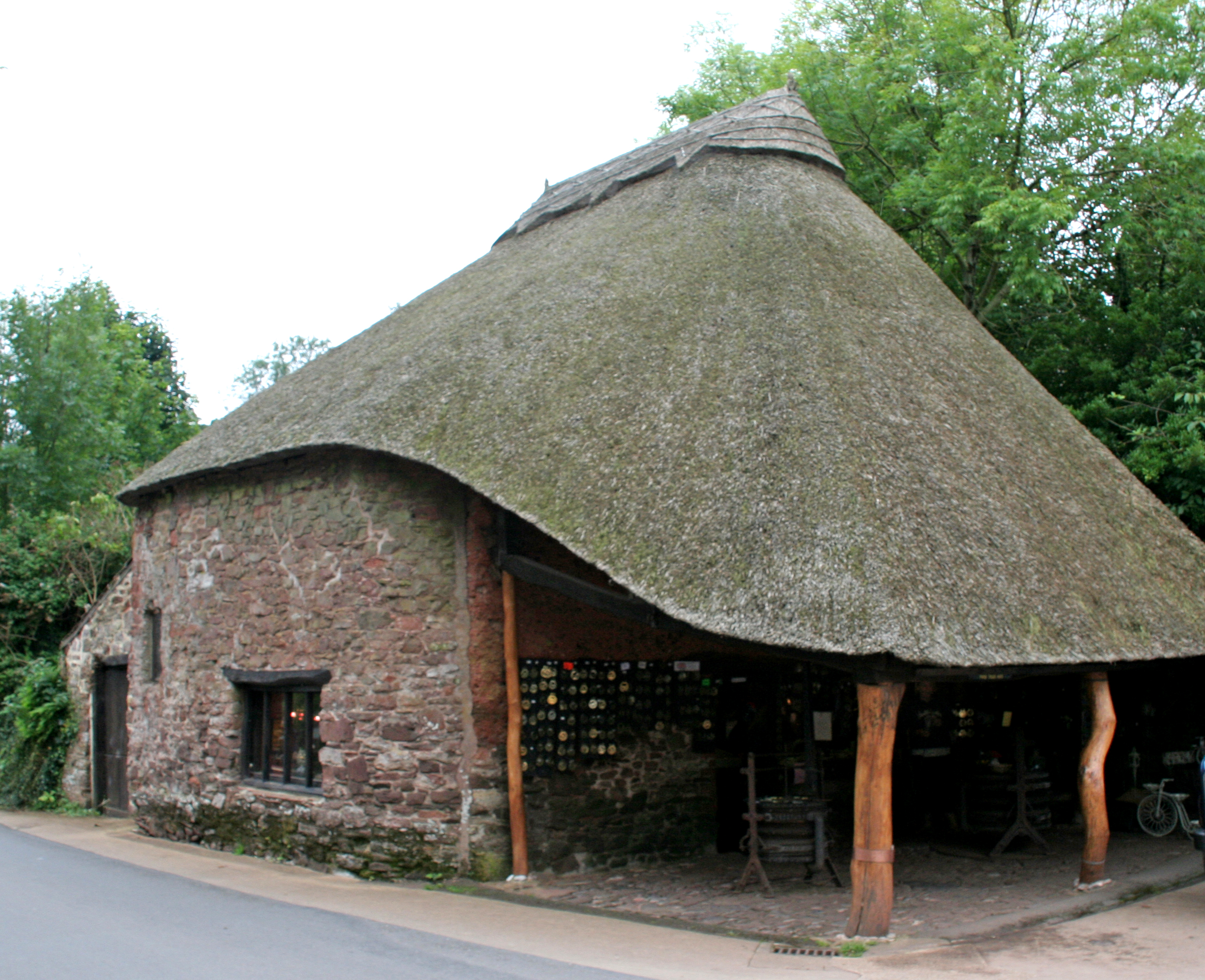
La forge.
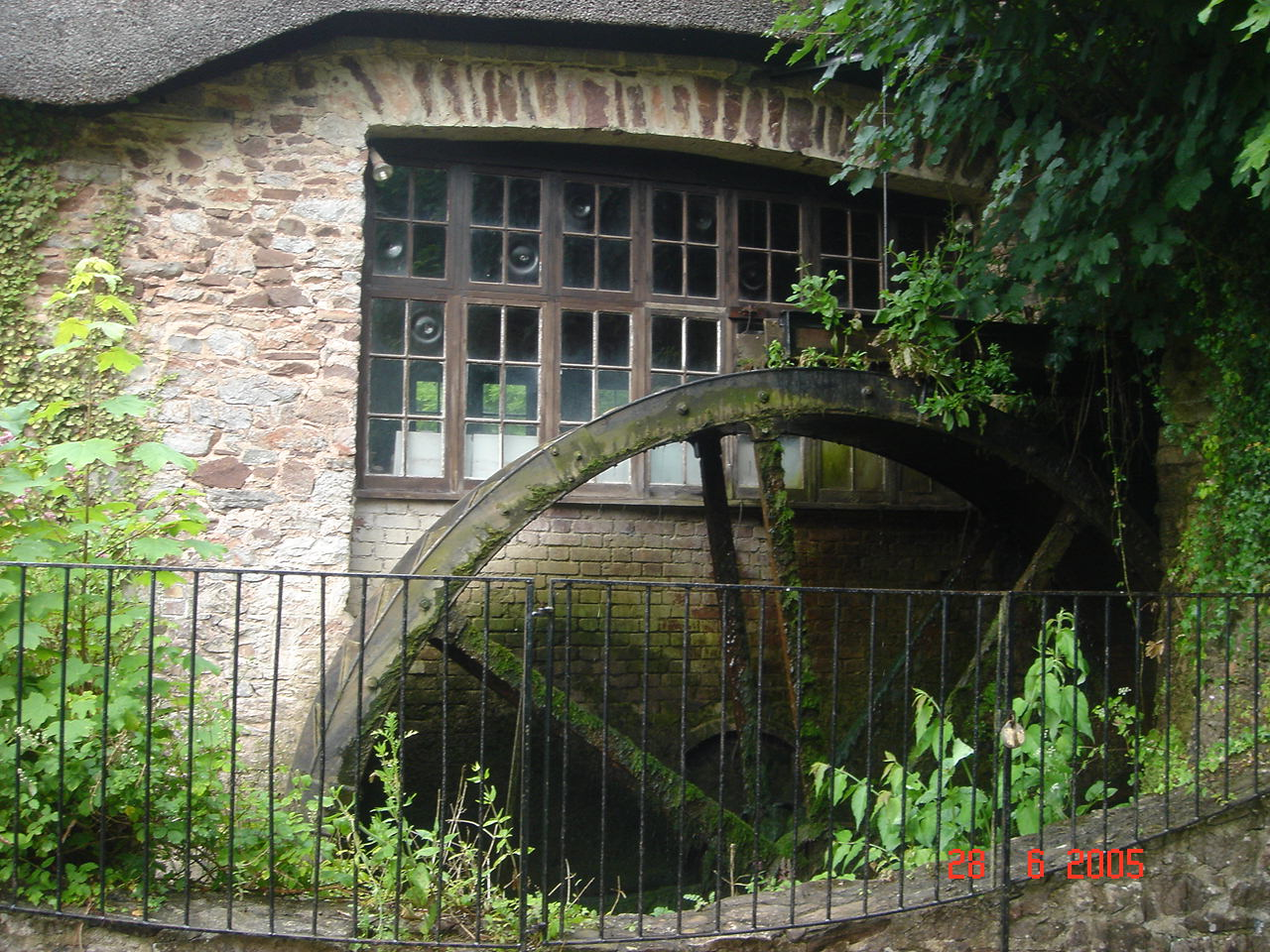
Le moulin.
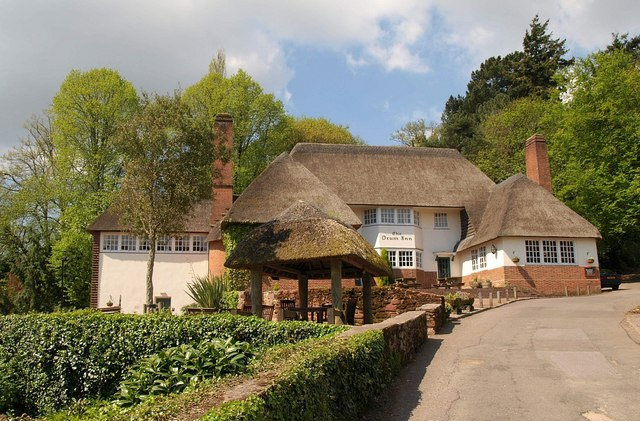
The Drum Inn.

### Personnalités liées
- Le botaniste Robert Sweet (1783-1835) est né à Cockington[9].
- Patrick, un poney Shetland utilisé pour l'équithérapie, est élu maire de Cockington en 2022[10].